# Mouhamadou Gueye
Mouhamadou "Mo" Gueye (Staten Island 6 de julho de 1998) é um jogador norte-americano de basquete que joga atualmente pelo Toronto Raptors da National Basketball Association (NBA) e pelo Raptors 905 da G-League.
Ele jogou basquete universitário pela Universidade Stony Brook e pela Universidade de Pittsburgh.

## Primeiros anos
Gueye nasceu em Staten Island, Nova York, de pais senegaleses que jogavam basquete. Seu pai, Ababacar, mudou-se para Staten Island vindo do Senegal em 1987 com US$100 e economizou dinheiro de um trabalho na construção para que sua esposa, Souwadou, pudesse se juntar a ele alguns anos depois. Gueye compartilhava uma paixão pelo basquete com seu pai, que costumava assistir a jogos em fitas cassete do seu time da cidade natal, o New York Knicks, e do jogador favorito de Ababacar, Michael Jordan. Ele jogava com amigos em parques locais e centros de recreação, além de seu pai pagar para ele trabalhar com um treinador.

## Carreira no ensino médio
Gueye frequentou a Curtis High School em Staten Island e começou como um armador de 1,75 metros antes de crescer 25 cm ao longo de quatro anos. Ele não jogou na equipe de basquete da escola durante suas últimas temporadas devido a medidas disciplinares decorrentes de sua ausência não autorizada.
Gueye foi convidado a jogar por uma equipe local da Amateur Athletic Union (AAU), o iWork Basketball, durante seu último ano. Um colega de equipe upou um vídeo de Gueye no YouTube, que foi notado por um assistente técnico no Monroe College. Gueye foi convidado para um treino no campus e recebeu uma vaga na equipe quando os treinadores viram suas habilidades de controle de bola e de passe.

## Carreira universitária
Gueye estreou no Monroe, na NJCAA, durante a temporada de 2016-17, quando teve médias de 2.1 pontos e 3.6 rebotes. Ele ficou de fora da temporada de 2017-18 devido a questões acadêmicas. A habilidade de jogo de Gueye aumentou quando ele retornou para sua segunda temporada em 2018-19 e atraiu o interesse de várias universidades.
Gueye deu o salto para o nível da Divisão I da NCAA ao transferir-se para o Stony Brook antes da temporada de 2019-20, onde aprendeu a jogar de forma eficaz dentro de um sistema, sabendo quando fazer bloqueios, arremessar e fazer passes. Ele jogou em 33 jogos e fez oito partidas como titular.
Em sua segunda temporada na equipe, ele foi nomeado Jogador Defensivo do Ano da America East com média de 3.1 bloqueios. Gueye ficou entre os dez primeiros nacionalmente em bloqueios e teve oito contra a UMBC em 7 de fevereiro de 2021, um a menos do recorde da equipe. Ele teve 129 bloqueios em duas temporadas em Stony Brook, o segundo maior na história da universidade na Divisão I.
Com um ano extra de elegibilidade devido à pandemia de COVID-19, Gueye transferiu-se para a Universidade de Pittsburgh da Atlantic Coast Conference (ACC) para sua última temporada de elegibilidade universitária. Ele teve médias de 9.8 pontos, 6.3 rebotes e 1.1 assistências durante a temporada de 2021-22.

## Carreira profissional

### Texas Legends (2022–2023)
Em 21 de setembro de 2022, Gueye assinou com o Dallas Mavericks da National Basketball Association (NBA). Ele foi dispensado pelos Mavericks em 12 de outubro de 2022. Em 23 de outubro de 2022, Gueye foi listado no elenco de treinamento da equipe afiliada dos Mavericks na G-League, Texas Legends. Em 3 de novembro de 2022, Gueye foi nomeado para o elenco de abertura da temporada regular no Texas Legends. Ele teve médias de 8.6 pontos, 5.1 rebotes, 1.5 assistências e 1.9 bloqueios em 29 jogos disputados.

### Toronto Raptors / Raptors 905 (2023–Presente)
Gueye se juntou ao Toronto Raptors para a Summer League de 2023 e em 21 de julho de 2023, os Legends negociaram seus direitos na G-League para o Raptors 905. Em 1º de agosto, ele assinou um contrato com os Raptors, mas foi dispensado em 20 de outubro. Dez dias depois, ele se juntou ao Raptors 905. Em 1º de dezembro, ele sofreu uma lesão no pescoço durante o jogo contra o Maine Celtics. Gueye era o principal candidato a um contrato de duas vias com o Toronto na época, mas a lesão o excluiu; a equipe em vez disso contratou Jontay Porter.
Em 10 de fevereiro de 2024, Gueye assinou um contrato de 10 dias com o Toronto e dois dias depois, ele fez sua estreia na NBA em 12 de fevereiro contra o San Antonio Spurs, registrando dois pontos, três rebotes e dois bloqueios em seis minutos. Em 20 de fevereiro, ele retornou ao Raptors 905 e em 4 de março, ele assinou um contrato de duas vias com o Toronto. Gueye jogou em 11 jogos pelo Toronto e teve médias de 2.4 pontos e 2.1 rebotes.

## Estatísticas da carreira

### NBA

#### Temporada regular
| Ano     | Equipe  | PJ | PT | MPJ  | AP   | 3P | LL   | RT  | AS | BR | TO  | PPJ |
| ------- | ------- | -- | -- | ---- | ---- | -- | ---- | --- | -- | -- | --- | --- |
| 2023–24 | Toronto | 11 | 0  | 10.9 | .289 | —  | .444 | 2.1 | .5 | .3 | 1.6 | 2.4 |

### Universitário
| Ano      | Equipe      | PJ | PT | MPJ  | AP   | 3P   | LL   | RT  | AS  | BR | TO  | PPJ |
| -------- | ----------- | -- | -- | ---- | ---- | ---- | ---- | --- | --- | -- | --- | --- |
| 2019–20  | Stony Brook | 33 | 8  | 24.8 | .445 | .302 | .710 | 6.4 | 1.5 | .4 | 2.0 | 7.0 |
| 2020–21  | Stony Brook | 21 | 16 | 26.4 | .429 | .345 | .725 | 7.1 | 2.0 | .8 | 3.1 | 9.7 |
| 2021–22  | Pittsburgh  | 32 | 28 | 29.2 | .435 | .364 | .770 | 6.3 | 1.1 | .6 | 2.1 | 9.8 |
| Carreira | Carreira    | 86 | 52 | 26.8 | .436 | .337 | .735 | 6.6 | 1.5 | .6 | 2.4 | 8.8 |